# João Costa
João Costa este un oraș în Piauí (PI), Brazilia.